# 93
El año 93 (XCIII) fue un año común comenzado en martes del calendario juliano, en vigor en aquella fecha.
En el Imperio romano, era conocido como el Año del consulado de Pompeyo y Priscino (o menos frecuentemente, año 846 Ab urbe condita). La denominación 93 para este año ha sido usado desde principios del período medieval, cuando el Anno Domini se convirtió en el método prevalente en Europa para nombrar a los años.

## Acontecimientos
- Flavio Josefo finaliza sus Antigüedades judías, escritas en griego y que relatan la Historia de los judíos en 20 libros.
- En el estrecho de los Dardanelos y el mar de Mármara (Turquía, 40°36′N 26°42′E / 40.6, 26.7), un terremoto deja «muchos muertos». Según Filóstrato, las ciudades del lado izquierdo del estrecho del Helesponto fueron visitadas por terremotos.

## Fallecimientos
- 23 de agosto: Cneo Julio Agrícola, general y político romano.